# Puichéric
Puichéric é uma comuna francesa na região administrativa de Occitânia, no departamento de Aude. Estende-se por uma área de 13,73 km². Em 2010 a comuna tinha 1 207 habitantes (densidade: 87,9 hab./km²).